# Unione Sportiva Vibonese Calcio 2021-2022
Questa voce raccoglie le informazioni riguardanti l'Unione Sportiva Vibonese Calcio nelle competizioni ufficiali della stagione 2021-2022.

## Stagione
La stagione 2021-2022 è per la Vibonese la 5ª partecipazione alla terza serie del Campionato italiano di calcio.
La squadra ha sostenuto il ritiro precampionato dal 23 luglio al 10 agosto a Lorica, frazione di San Giovanni in Fiore, in provincia di Cosenza.

## Organigramma societario
Organigramma tratto dal sito ufficiale della società.
Area direttiva
- Presidente: Giuseppe Caffo
- Direttore sportivo: Luigi Condó

Area sanitaria
- Responsabile: Francesco Bilotta
- Medici sociali: Pasquale Sottilotta, Carmelo Nocera
- Massaggiatori: Carlo Sposato
- Massofisioterapista: Bruno Tamburro

Area organizzativa
- Segretario generale: Saverio Mancini
- Segretario sportivo: Nicolino Vaccaro
- Team manager: Gregorio Galati

Area comunicazione
- Direttore marketing e comunicazione: Daniele Cipollina
- Addetto Stampa: Alessio Bompasso
- Webmaster: Umberto Franza

Area tecnica
- Allenatore: Gaetano D'Agostino (fino al 17 feb 22)
 Nevio Orlandi (dal 17 feb 22)
- Allenatore in seconda: Gaetano Mancino
- Collaboratore tecnico: Mirko Spataro
- Preparatore/i atletico/i: Roberto Bruni
- Preparatore dei portieri: Salvatore Periti

Area marketing
- Direttore marketing: Daniele Cipollina

## Divise e sponsor
I sponsor principali della squadra sono la Distilleria Caffo e il Vecchio Amaro del Capo.
Lo sponsor tecnico è  Ready Sport (archiviato dall'url originale il 3 agosto 2020)..
| Casa | Trasferta | Terza divisa |  |

## Calciomercato

### Sessione estiva
| Acquisti | Acquisti          | Acquisti   | Acquisti   |
| R.       | Nome              | da         | Modalità   |
| -------- | ----------------- | ---------- | ---------- |
| D        | Mattia Polidori   | Grosseto   | definitivo |
| D        | Emanuele Cigagna  | Venezia    | definitivo |
| D        | Giacomo Risaliti  | Pontedera  | definitivo |
| D        | Giovanni Mauceri  | Acireale   | definitivo |
| C        | Luca Gelonese     | Vis Pesaro | definitivo |
| C        | Filippo Bellini   | Carpi      | definitivo |
| A        | Mamadou Bara Ngom | Caratese   | definitivo |
| A        | Mattia Persano    | Turris     | definitivo |
| A        | Yuri Senesi       | Cavese     | definitivo |
| A        | Paolo Grillo      | Cittadella | definitivo |

| Cessioni | Cessioni       | Cessioni | Cessioni              |
| R.       | Nome           | a        | Modalità              |
| -------- | -------------- | -------- | --------------------- |
| A        | Giacomo Parigi |          | rescissione contratto |

### Sessione invernale (dall'1/1 al 31/1)
| Acquisti | Acquisti           | Acquisti     | Acquisti   |
| R.       | Nome               | da           | Modalità   |
| -------- | ------------------ | ------------ | ---------- |
| D        | Alessandro Carosso | Pro Vercelli | prestito   |
| D        | Angelo Corsi       | Cosenza      | prestito   |
| D        | Emanuele Suagher   | Feralpisalò  | definitivo |
| C        | Allan Blaze        |              | svincolato |
| C        | Urban Žibert       | Mantova      | definitivo |
| A        | Michele Volpe      | Frosinone    | prestito   |

| Cessioni | Cessioni         | Cessioni       | Cessioni   |
| R.       | Nome             | a              | Modalità   |
| -------- | ---------------- | -------------- | ---------- |
| D        | Emanuele Cicagna |                | svincolato |
| D        | Pietro Ciotti    | Fidelis Andria | definitivo |
| D        | Jherson Vergara  |                | svincolato |
| A        | Mattia Persano   | Arezzo         | definitivo |
| A        | Yuri Senesi      | AZ Picerno     | definitivo |

## Risultati

### Coppa Italia Serie C
| Arbitro: | Arena (Torre del Greco) |

|  |           |                |
|  | Marcatori | 100’ Reginaldo |

## Statistiche

### Statistiche di squadra
Statistiche aggiornate al 5 dicembre 2021
| Competizione         | Punti | In casa | In casa | In casa | In casa | In casa | In casa | In trasferta | In trasferta | In trasferta | In trasferta | In trasferta | In trasferta | Totale | Totale | Totale | Totale | Totale | Totale | DR  |
| Competizione         | Punti | G       | V       | N       | P       | Gf      | Gs      | G            | V            | N            | P            | Gf           | Gs           | G      | V      | N      | P      | Gf     | Gs     | DR  |
| -------------------- | ----- | ------- | ------- | ------- | ------- | ------- | ------- | ------------ | ------------ | ------------ | ------------ | ------------ | ------------ | ------ | ------ | ------ | ------ | ------ | ------ | --- |
| Serie C              | 13    | 9       | 2       | 4       | 3       | 9       | 12      | 8            | 0            | 3            | 5            | 3            | 11           | 17     | 2      | 7      | 8      | 12     | 23     | -11 |
| Coppa Italia Serie C | -     | 1       | 0       | 0       | 1       | 0       | 1       | 0            | 0            | 0            | 0            | 0            | 0            | 1      | 0      | 0      | 1      | 0      | 1      | -1  |
| Totale               | -     | 10      | 2       | 4       | 4       | 9       | 13      | 8            | 0            | 3            | 5            | 3            | 11           | 18     | 2      | 7      | 9      | 12     | 24     | -12 |

### Andamento in campionato
| Giornata  | 1 | 2 | 3 | 4 | 5 | 6 | 7 | 8 | 9 | 10 | 11 | 12 | 13 | 14 | 15 | 16 | 17 | 18 | 19 | 20 | 21 | 22 | 23 | 24 | 25 | 26 | 27 | 28 | 29 | 30 | 31 | 32 | 33 | 34 | 35 | 36 | 37 | 38 |
| --------- | - | - | - | - | - | - | - | - | - | -- | -- | -- | -- | -- | -- | -- | -- | -- | -- | -- | -- | -- | -- | -- | -- | -- | -- | -- | -- | -- | -- | -- | -- | -- | -- | -- | -- | -- |
| Luogo     | C | T | C | T | C | T | C | T | C | T  | C  | T  | C  | T  | C  | T  | C  | C  | T  | T  | C  | T  | C  | T  | C  | T  | C  | T  | C  | T  | C  | T  | C  | T  | C  | T  | T  | C  |
| Risultato |   |   |   |   |   |   |   |   |   |    |    |    |    |    |    |    |    |    |    |    |    |    |    |    |    |    |    |    |    |    |    |    |    |    |    |    |    |    |
| Posizione |   |   |   |   |   |   |   |   |   |    |    |    |    |    |    |    |    |    |    |    |    |    |    |    |    |    |    |    |    |    |    |    |    |    |    |    |    |    |

Legenda:

Luogo: C = Casa; T = Trasferta. Risultato: V = Vittoria; N = Pareggio; P = Sconfitta.

### Statistiche dei giocatori
| Giocatore     | Serie C  | Serie C | Serie C     | Serie C    | Coppa Italia Serie C | Coppa Italia Serie C | Coppa Italia Serie C | Coppa Italia Serie C | Totale   | Totale | Totale      | Totale     |
| Giocatore     | Presenze | Reti    | Ammonizioni | Espulsioni | Presenze             | Reti                 | Ammonizioni          | Espulsioni           | Presenze | Reti   | Ammonizioni | Espulsioni |
| ------------- | -------- | ------- | ----------- | ---------- | -------------------- | -------------------- | -------------------- | -------------------- | -------- | ------ | ----------- | ---------- |
| N. Alvaro     | 0        | 0       | 0           | 0          | 0                    | 0                    | 0                    | 0                    | 0        | 0      | 0           | 0          |
| G. Basso      | 0        | 0       | 0           | 0          | 0                    | 0                    | 0                    | 0                    | 0        | 0      | 0           | 0          |
| F. Bellini    | 0        | 0       | 0           | 0          | 0                    | 0                    | 0                    | 0                    | 0        | 0      | 0           | 0          |
| L. Cattaneo   | 0        | 0       | 0           | 0          | 0                    | 0                    | 0                    | 0                    | 0        | 0      | 0           | 0          |
| E. Cigagna    | 0        | 0       | 0           | 0          | 0                    | 0                    | 0                    | 0                    | 0        | 0      | 0           | 0          |
| P. Ciotti     | 0        | 0       | 0           | 0          | 0                    | 0                    | 0                    | 0                    | 0        | 0      | 0           | 0          |
| F. Curtosi    | 0        | 0       | 0           | 0          | 0                    | 0                    | 0                    | 0                    | 0        | 0      | 0           | 0          |
| G. Fomov      | 0        | 0       | 0           | 0          | 0                    | 0                    | 0                    | 0                    | 0        | 0      | 0           | 0          |
| L. Gelonese   | 0        | 0       | 0           | 0          | 0                    | 0                    | 0                    | 0                    | 0        | 0      | 0           | 0          |
| P. Grillo     | 0        | 0       | 0           | 0          | 0                    | 0                    | 0                    | 0                    | 0        | 0      | 0           | 0          |
| F. Golfo      | 0        | 0       | 0           | 0          | 0                    | 0                    | 0                    | 0                    | 0        | 0      | 0           | 0          |
| D. La Ragione | 0        | 0       | 0           | 0          | 0                    | 0                    | 0                    | 0                    | 0        | 0      | 0           | 0          |
| A. Mahrous    | 0        | 0       | 0           | 0          | 0                    | 0                    | 0                    | 0                    | 0        | 0      | 0           | 0          |
| L. Marson     | 0        | 0       | 0           | 0          | 0                    | 0                    | 0                    | 0                    | 0        | 0      | 0           | 0          |
| G. Mauceri    | 0        | 0       | 0           | 0          | 0                    | 0                    | 0                    | 0                    | 0        | 0      | 0           | 0          |
| R. Mengoni    | 0        | 0       | 0           | 0          | 0                    | 0                    | 0                    | 0                    | 0        | 0      | 0           | 0          |
| M. Ngom       | 0        | 0       | 0           | 0          | 0                    | 0                    | 0                    | 0                    | 0        | 0      | 0           | 0          |
| M. Persano    | 0        | 0       | 0           | 0          | 0                    | 0                    | 0                    | 0                    | 0        | 0      | 0           | 0          |
| M. Polidori   | 0        | 0       | 0           | 0          | 0                    | 0                    | 0                    | 0                    | 0        | 0      | 0           | 0          |
| G. Risaliti   | 0        | 0       | 0           | 0          | 0                    | 0                    | 0                    | 0                    | 0        | 0      | 0           | 0          |
| Y. Senesi     | 0        | 0       | 0           | 0          | 0                    | 0                    | 0                    | 0                    | 0        | 0      | 0           | 0          |
| L. Sorrentino | 0        | 0       | 0           | 0          | 0                    | 0                    | 0                    | 0                    | 0        | 0      | 0           | 0          |
| M. Spina      | 0        | 0       | 0           | 0          | 0                    | 0                    | 0                    | 0                    | 0        | 0      | 0           | 0          |
| G. Tumbarello | 0        | 0       | 0           | 0          | 0                    | 0                    | 0                    | 0                    | 0        | 0      | 0           | 0          |
| J. Vergara    | 0        | 0       | 0           | 0          | 0                    | 0                    | 0                    | 0                    | 0        | 0      | 0           | 0          |

## Giovanili

### Organigramma
Area direttiva
- Responsabile: Carlo Lico
- Segretario settore giovanile: Domenico Varriale

Under 15
- Allenatore: Raffaele Pellicanò
- Preparatore dei portieri: Giuseppe Messina
- Preparatore atletico: Javier Danilo Ambrosio

Berretti
- Allenatore: Michele Facciolo
- Collaboratore tecnico: Francesco La Malfa
- Preparatore dei portieri: Giuseppe Graci
- Preparatore atletico: Fortunato Riso

Under 17
- Allenatore: Giovanbattista Cordiano
- Collaboratore tecnico: Giuseppe Fanelli, Tony Fragalà
- Preparatore dei portieri: Giuseppe Messina
- Preparatore atletico: Fortunato Riso